# Eddy Bertels
Eduardus "Eddy" Bertels (Geel, 8 oktober 1932 - Wijnegem, 9 maart 2011) was een Belgische voetballer die zowel als middenvelder als als aanvaller kon spelen. Bertels speelde met Antwerp FC twaalf seizoenen in Eerste klasse.

## Carrière

### Clubcarrière
Bertels is een jeugdproduct van Antwerp FC. Zijn eerste optreden in Eerste klasse maakte hij op 11 maart 1951 tegen RFC Liégeois, een wedstrijd die Antwerp met 1-2 won. Bertels was tien jaar een vaste waarde bij Antwerp FC, waarmee hij in 1955 de Beker van België won en in 1957 landskampioen werd. In 1956 en 1958 werd hij vicelandskampioen met de club.
In 1962 trok Bertels naar tweedeklasser Waterschei SV Thor. In zijn eerste seizoen degradeerde hij met de Limburgse club, maar in 1964 werd hij met de club kampioen in Derde klasse. Nadien kwam hij nog uit voor KFC Turnhout en Schilde SK.

### Interlandcarrière
In 1960 speelde Bertels twee wedstrijden voor het Belgisch voetbalelftal. Hij maakte op 27 maart 1960 zijn debuut in een vriendschappelijke wedstrijd tegen Zwitserland (2-2). Zijn tweede en laatste interland speelde hij op 2 oktober 1960 tegen Nederland.
Beroepscarrière
Bertels was leraar lichamelijke opvoeding aan het koninklijk Atheneum te Deurne.

## Statistieken
| Club       | Seizoen | Wedstrijden | Doelpunten |
| ---------- | ------- | ----------- | ---------- |
| Antwerp FC | 1950-51 | 7           | 6          |
| Antwerp FC | 1951-52 | 26          | 8          |
| Antwerp FC | 1952-53 | 17          | 3          |
| Antwerp FC | 1953-54 | 15          | 4          |
| Antwerp FC | 1954-55 | 32          | 13         |
| Antwerp FC | 1955-56 | 14          | 7          |
| Antwerp FC | 1956-57 | 33          | 16         |
| Antwerp FC | 1957-58 | 36          | 22         |
| Antwerp FC | 1958-59 | 31          | 19         |
| Antwerp FC | 1959-60 | 32          | 17         |
| Antwerp FC | 1960-61 | 27          | 21         |
| Antwerp FC | 1961-62 | 1           | 0          |
| Totaal     |         | 271         | 136        |